# Diane Jamesová
Diane Jamesová (James, * 20. listopadu 1959) je britská politička, od voleb v roce 2014 poslankyně Evropského parlamentu za Stranu nezávislosti Spojeného království a od 16. září 2016 vůdkyně této strany po rezignaci Nigela Farageho.
Do politiky vstoupila jako nezávislá, když kandidovala v roce 2007 v místních volbách ve Waverley Borough v hrabství Surrey na jihozápadě Anglie. V roce 2011 vstoupila do Strany nezávislosti Spojeného království. V kandidatuře za ni svůj mandát v roce 2015 neobhájila. Mezitím za stranu kandidovala i v roce 2013 v obvodě Eastleigh do Dolní sněmovny Spojeného království, kde skončila s 27,8 % hlasů druhá za Mikem Thorntonem z Liberálně demokratické strany, který získal 32,6 %, a mandát tedy nezískala.